# هادیاروش‌بوروند
هادیاروش‌بوروند (به مجاری:  Hagyárosbörönd) یک منطقهٔ مسکونی در مجارستان است که در زالا واقع شده‌است.